# Vionville
Vionville ist eine Ortschaft und eine Commune déléguée in der französischen Gemeinde Rezonville-Vionville mit 195 Einwohnern (Stand: 1. Januar 2022) im Département Moselle in der Region Grand Est (bis 2015 Lothringen).

## Geographie
Vionville liegt 19 Kilometer westlich von Metz und zehn Kilometer südöstlich von  Jarny an der Grenze zum Département Meurthe-et-Moselle auf einer Höhe zwischen 240 und 307 m über dem Meeresspiegel, die mittlere Höhe beträgt 291 m. Das Gebiet gehört zum Regionalen Naturpark Lothringen. 
Südlich von Vionville lag der abgegangene Ort Tantelainville. 

## Geschichte
Der Ort gehörte früher zum Bistum Metz. Nördlich des Dorfs verläuft parallel zu der modernen Landstraße eine alte Römerstraße, welche in früheren Zeiten noch als erhöhter Wall auf dem Waldboden gut sichtbar war. An deren Ende befindet sich das kleine Waldgebiet Bois de Tronville, welches in Deutschland auch als Tronviller Büsche bekannt wurde.
Südlich des Dorfs befand sich die Ortschaft Tantelainville, welche im Dreißigjährigen Krieg zerstört und nicht wiederaufgebaut wurde. Später wurde an dieser Stelle eine Mariensäule errichtet, die noch regelmäßig das Ziel von Wallfahrten ist.
Das Gemeindewappen zeigt mit dem Ritterbild des Heiligen Gorgonius die Symbolik von Gorze mit seiner Abtei, die das Gebiet beherrschte. Die drei Sternräder stehen für die Schlacht bei Vionville vom 16. August 1870.
Das Dorf wurde bekannt durch die Schlacht im Deutsch-Französischen Krieg am 16. August 1870: Zwei preußische Korps besiegten die zahlenmäßig deutlich überlegene „Französische Rheinarmee“ und zwangen diese zum Rückzug in die Festung Metz. Besonders umkämpft waren hierbei die Tronviller Büsche. Das oldenburgische Infanterieregiment Nr. 91 erlitt bei den Waldgefechten ungewöhnlich hohe Verluste, blieb jedoch siegreich. Die Schlacht blieb vielen Oldenburgern lange als Trauma im Gedächtnis. Der Dichter Ferdinand Freiligrath glorifizierte die Kämpfe von 1870 in seiner Ballade „Die Trompete von Vionville“. Durch den Frankfurter Frieden vom 10. Mai 1871 kam die Region an das deutsche Reichsland Elsaß-Lothringen, und das Dorf wurde dem Landkreis Metz im Bezirk Lothringen zugeordnet. Nach 1871 wurden in und um Vionville einige Denkmäler errichtet. Wegen seiner überaus großen Bekanntheit wurde der Ortsname Vionville auch bei der großen Eindeutschungswelle von 1915 nicht angetastet.
Nach dem Ersten Weltkrieg musste die Region aufgrund der Bestimmungen des Versailler Vertrags 1919 an Frankreich abgetreten werden und wurde Teil des Département Moselle. Im Zweiten Weltkrieg war die Region von der deutschen Wehrmacht besetzt.
Mit Wirkung vom 1. Januar 2019 wurden die ehemaligen Gemeinden Rezonville und Vionville zur Commune nouvelle Rezonville-Vionville zusammengeschlossen und haben in der neuen Gemeinde der Status einer Commune déléguée. Der Verwaltungssitz befindet sich im Ort Rezonville. Sie gehörte zum Arrondissement Metz und zum Kanton Les Coteaux de Moselle.

## Bevölkerungsentwicklung
| Jahr      | 1910 | 1962 | 1968 | 1975 | 1982 | 1990 | 1999 | 2007 |
| Einwohner | 316  | 167  | 167  | 142  | 151  | 129  | 145  | 162  |

## Sehenswürdigkeiten
- Kirche St-Clément mit Chorturm aus dem 13. Jahrhundert.
- Französisches Gefallenendenkmal
- Denkmal für das brandenburgische Füsilier-Regiment Nr. 35
- Denkmal für das 3. Brandenburgische Infanterie-Regiment Nr. 20
- Denkmal für das Hannoversche Feldartillerie-Regiment Nr. 10
- Die Mariensäule von Tantelainville

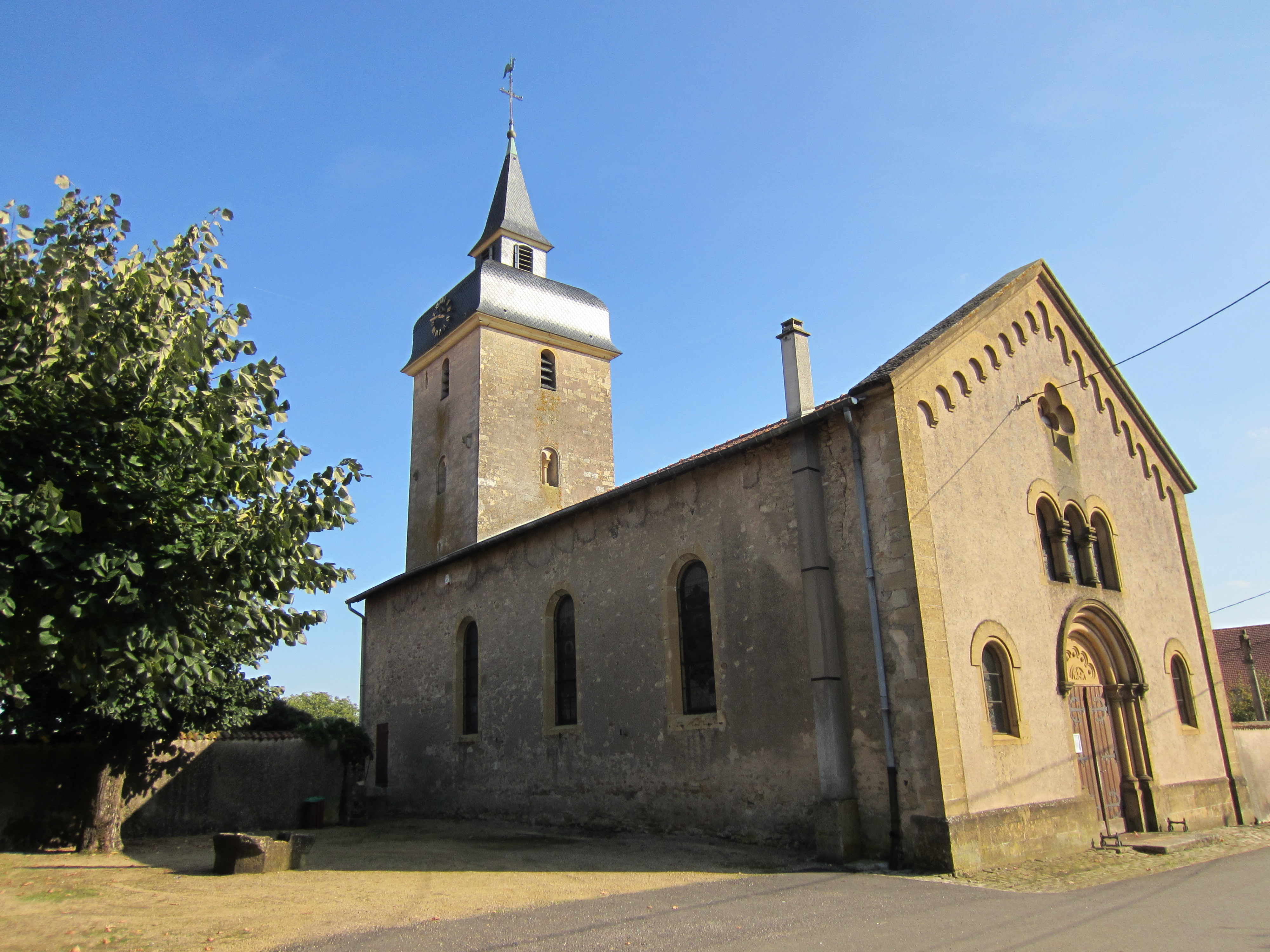
Kirche St. Clément
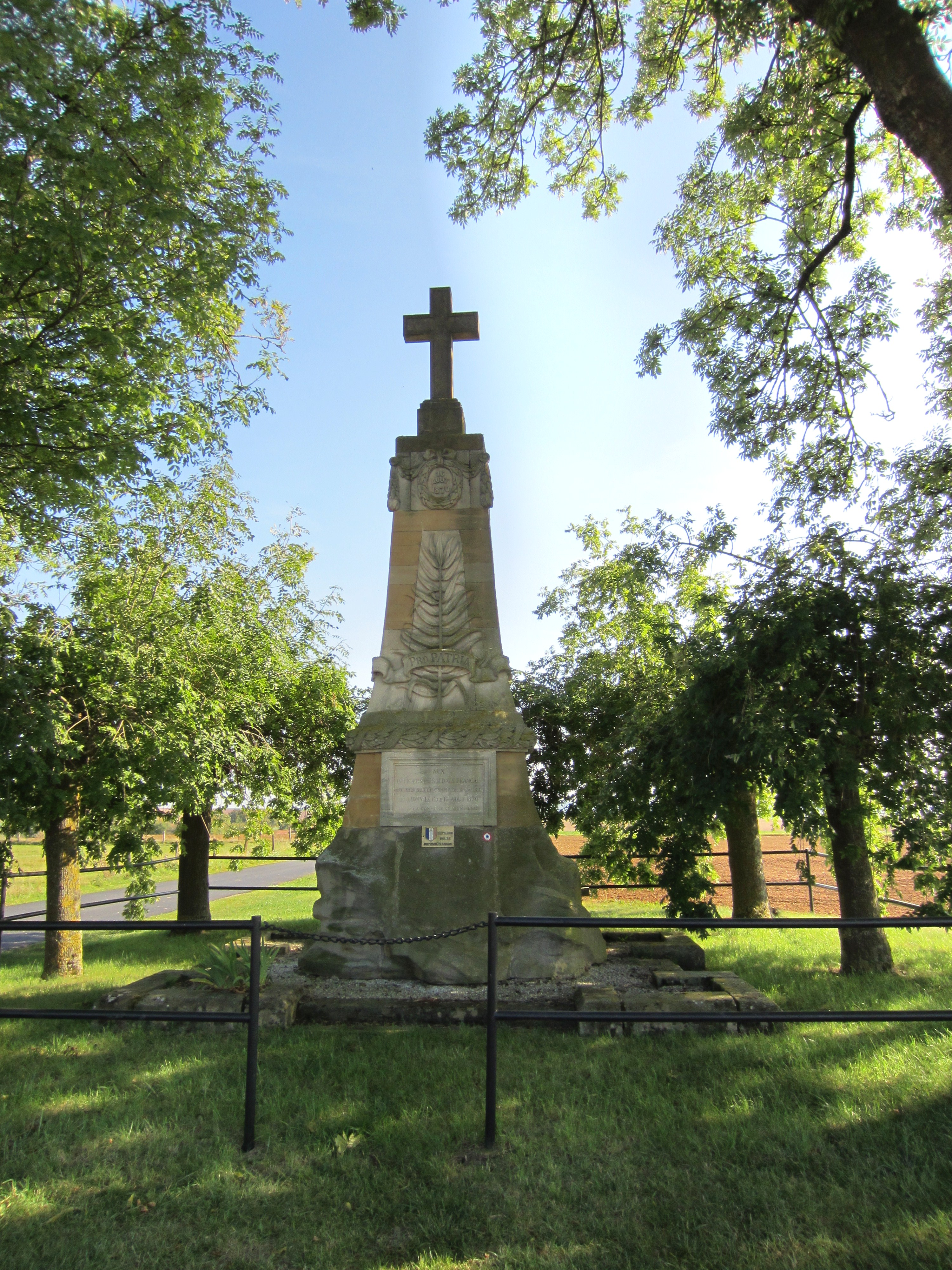
Französisches Gefallenendenkmal
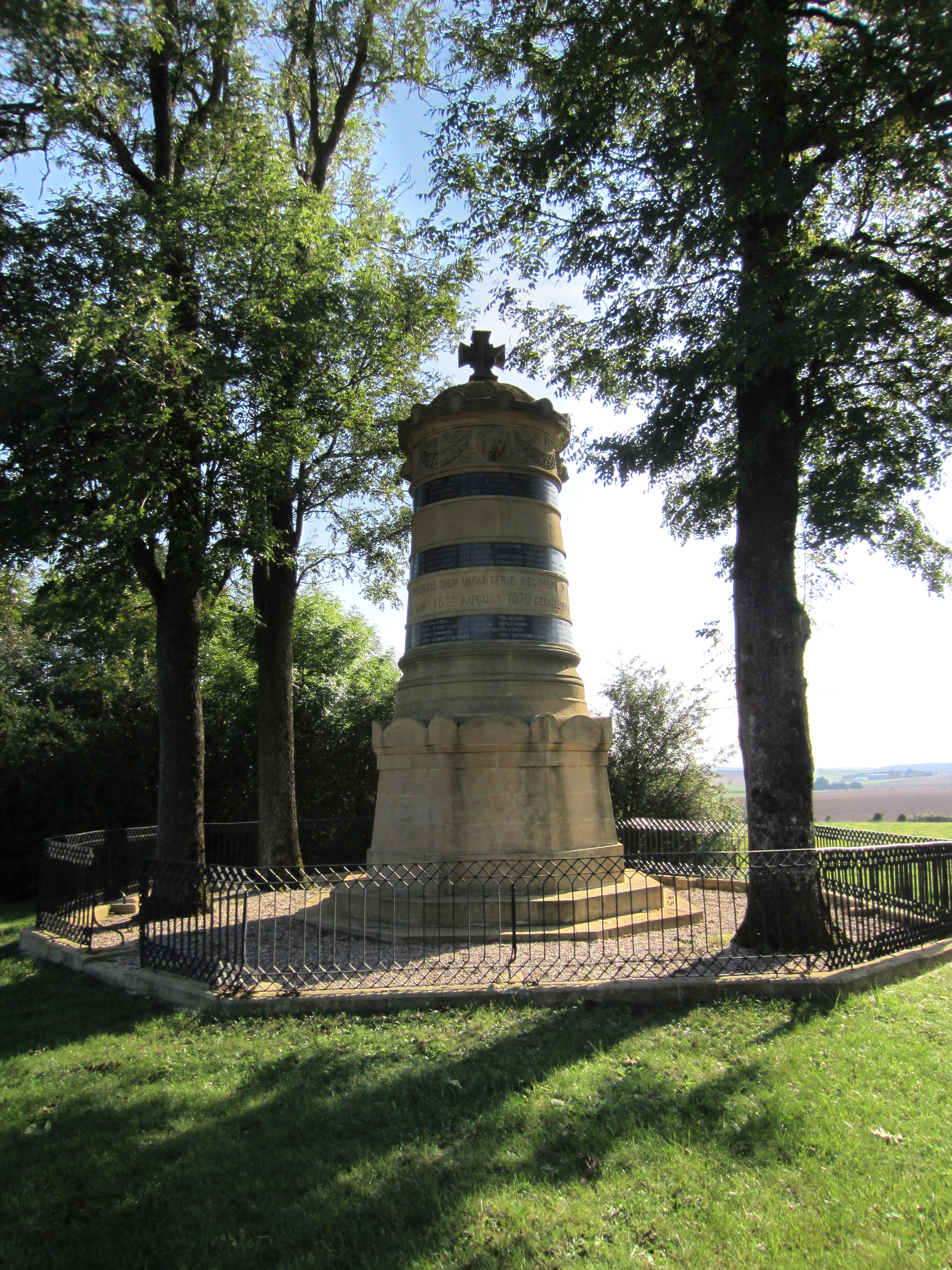
Preußisches Kriegerdenkmal des brandenburgischen Infanterie-Regiments Nr. 20
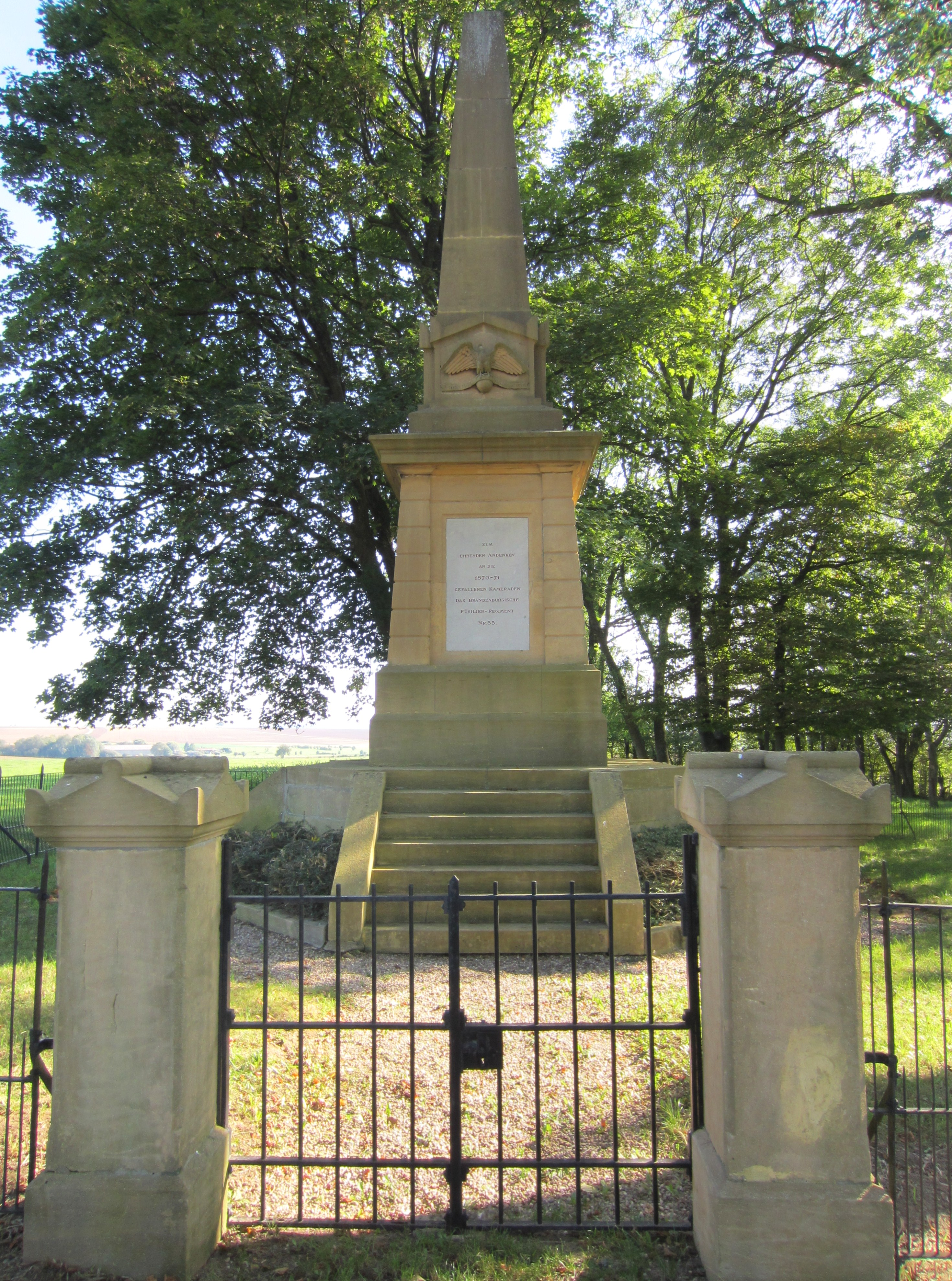
Ehrenmal des Brandenburgischen Füsilier-Regiments Nr. 35

## Belege
1. 1 2   Eugen H. Th. Huhn: Deutsch-Lothringen. Landes-, Volks- und Ortskunde, Stuttgart 1875, S. 288 (google.books.de).
2. 1 2 3 4 5  Umgebungskarte von Metz mit Einzeichnung aller deutschen u. französischen Denkmäler und Kriegergräber, 1:50 000, Farblithographie, 1912. 1912, abgerufen am 22. August 2023.
3. ↑  Procession à Tantelainville. Abgerufen am 18. August 2023 (französisch).
4. ↑  Wappenbeschreibung auf genealogie-lorraine.fr (Memento vom 24. März 2016 im Internet Archive) (französisch)
5. ↑  Georg Hiltl: Der Französische Krieg von 1870 und 1871, nach besten Quellen, persönlichen Mitteilungen und eigenen Erlebnissen geschildert. 6. Auflage. Velhagen &Klasing, Bielefeld & Leipzig 1892, S. 236 ff.
6. ↑  NWZonline.de: Schauplätze werden zum Trauma. 18. Juli 2014, abgerufen am 17. August 2023.
7. ↑  Theodor Lindner: Der Krieg gegen Frankreich und die Einigung Deutschlands. A. Asher & Co., Berlin 1895, S. 48.
8. ↑  Ferdinand Mentz: Die Ortsnamenverdeutschung in Elsaß-Lothringen. In: Zeitschrift des allgemeinen deutschen Sprachvereins. Colmar 1916, S. 4–8 und 40–46.
9. ↑  Erlass der Präfektur NOR: TERB1833269A über die Bildung der Commune nouvelle Rezonville-Vionville vom 30. November 2018.